# Huperzia bradeorum
Huperzia bradeorum là một loài thực vật có mạch trong Họ Thạch tùng. Loài này được (H. Christ) Holub mô tả khoa học đầu tiên năm 1985.